# 朱祐棨
淮定王朱祐棨（1495年—1524年），是清江王追封端王朱見澱嫡第一子，康王朱祁銓嫡長孫，明朝第三代淮王。朱祐棨於弘治十八年（1505年）襲封淮王。他奏请追封伯父淮世子朱见濂为王，礼部将他过继给朱见濂，清江国除。他在位十九年，在嘉靖三年（1524年）過世，諡號定，無子，一年後其弟鎮國將軍朱祐楑就嗣位。